# Spanish International 2014
Die Spanish International 2014 im Badminton fanden vom 22. bis zum 25. Mai 2014 im Polideportivo Municipal Marqués de Samaranch in der Paseo Imperial 18 in Madrid statt. Es war die 35. Auflage des Turniers.

## Sieger und Platzierte
| Disziplin    | Gold                               | Silber                                | Bronze                            |
| ------------ | ---------------------------------- | ------------------------------------- | --------------------------------- |
| Herreneinzel | Joachim Persson                    | Rasmus Fladberg                       | Kim Bruun                         |
| Herreneinzel | Joachim Persson                    | Rasmus Fladberg                       | Indra Bagus Ade Chandra           |
| Dameneinzel  | Kirsty Gilmour                     | Carolina Marín                        | Stefani Stoeva                    |
| Dameneinzel  | Kirsty Gilmour                     | Carolina Marín                        | Delphine Lansac                   |
| Herrendoppel | Łukasz Moreń Wojciech Szkudlarczyk | Adam Cwalina Przemysław Wacha         | Jacco Arends Jelle Maas           |
| Herrendoppel | Łukasz Moreń Wojciech Szkudlarczyk | Adam Cwalina Przemysław Wacha         | Nikita Khakimov Vasily Kuznetsov  |
| Damendoppel  | Gabriela Stoeva Stefani Stoeva     | Imogen Bankier Kirsty Gilmour         | Eva Lee Paula Obanana             |
| Damendoppel  | Gabriela Stoeva Stefani Stoeva     | Imogen Bankier Kirsty Gilmour         | Maiken Fruergaard Sara Thygesen   |
| Mixed        | Robert Blair Imogen Bankier        | Robert Mateusiak Agnieszka Wojtkowska | Jorrit de Ruiter Samantha Barning |
| Mixed        | Robert Blair Imogen Bankier        | Robert Mateusiak Agnieszka Wojtkowska | Jacco Arends Selena Piek          |